# Rafaela Guedes
Rafaela Guedes (Manaus, 23 de maio de 1992) é uma atleta brasileira de grappling de submissão e faixa-preta de jiu-jitsu brasileiro (BJJ). Campeã mundial da IBJJF na faixa-marrom, Guedes é bicampeã mundial sem quimono e campeã do Pan-Americano (com e sem quimono) na faixa-preta. Originalmente de Manaus, Brasil, e agora competindo a partir de San Diego, Califórnia, Guedes também é campeã peso-pesado feminino do WNO, conquistou duas medalhas no Mundial de Jiu-Jitsu de 2021 e foi medalhista de prata no Campeonato Mundial de ADCC de 2022.

## Biografia
Rafaela Ribeiro Guedes nasceu em 23 de maio de 1992, em Manaus, Brasil. Ela jogou handebol dos 10 aos 16 anos, até ser forçada a parar devido a uma lesão. Após assistir sua prima competir, começou a praticar jiu-jitsu brasileiro (BJJ) perto da casa de sua avó, em um projeto social de bairro, antes de ingressar na Academia Dailson Pinheiro de Jiu-Jitsu em Manaus, onde conquistou sua faixa-azul. Aos 22 anos, mudou-se para São Paulo e juntou-se à academia New School Brotherhood de Leandro Lo. Após se mudar para San Diego, Califórnia, para treinar na Atos Academy com André Galvão, Guedes recebeu sua faixa-preta em setembro de 2020.

## Carreira no grappling
Guedes tentou defender seu título peso-pesado contra Nathiely de Jesus no WNO 20: Night of Champions, em 1º de outubro de 2023. Ela perdeu a luta por decisão unânime.
Guedes competiu no Campeonato Mundial de Jiu-Jitsu Sem Quimono de 2023, onde conquistou a medalha de prata na divisão peso-pesado.
Guedes foi convidada para competir na divisão acima de 65 kg no Campeonato Mundial de ADCC de 2024. Ela derrotou Nia Blackman, Kendall Reusing e Nathiely de Jesus para vencer a divisão. Ela também participou da divisão absoluto feminina, onde venceu Bianca Basílio por pontos e foi finalizada por Adele Fornarino, terminando em quarto lugar após não conseguir competir na disputa pela medalha de bronze.
Guedes enfrentou Paige Ivette no Who's Number One 26, em 7 de fevereiro de 2025. Ela venceu a luta por decisão.

## Resumo competitivo
Principais conquistas:
- Campeã Mundial da IBJJF (2021[c])
- Campeã do IBJJF Pan-Americano (2020[c])
- Campeã do IBJJF Pan-Americano No-gi (2020[d])
- Campeã peso-pesado do WNO (2021[3])
- Medalhista de prata na divisão +60 kg do Campeonato Mundial de ADCC de 2022
- 2º lugar no Campeonato Mundial da IBJJF (2022[15])
- 3º lugar no Campeonato Mundial da IBJJF (2022[d][15])

Nas faixas coloridas:
- Campeã Mundial da IBJJF (2019 faixa-marrom)
- Campeã do UAEJJF Grand Slam, Miami (2020 faixa-marrom e faixa-preta[16])
- Campeã do UAEJJF Grand Slam, Los Angeles (2017 faixa-roxa)
- 2º lugar no Campeonato Mundial Sem Quimono da IBJJF (2019 faixa-marrom)
- 2º lugar no UAEJJF Grand Slam, Rio (2017 faixa-roxa)
- 3º lugar no Campeonato Mundial da IBJJF (2016 faixa-roxa, 2019[d] faixa-marrom)
- 3º lugar no Campeonato Mundial Sem Quimono da IBJJF (2019[d] faixa-marrom)
- 3º lugar no CBJJ Campeonato Brasileiro (2016[c] / 2017 / 2018 faixa-roxa)
- 3º lugar no UAEJJF Grand Slam, Los Angeles (2019 faixa-marrom e faixa-preta[16])

## Prêmios
- Prêmio Jitsmagazine de 'Lutadora Revelação Feminina do Ano' em BJJ (2020)[17]